# Brinkum (Leer)
Brinkum is een Duitse gemeente in de Landkreis Leer in Nedersaksen en is onderdeel van de Samtgemeinde Hesel. Brinkum telt 801 inwoners.

## Geografie
De oppervlakte is 5,51 km².

## Niet te verwarren met
Voor de gelijknamige plaats nabij Bremen zie: Brinkum (Stuhr).
- Gemeinsame Normdatei: 4395238-0
- Virtual International Authority File: 245389935

Hoofdstad: Leer
Overige eenheidsgemeenten: Borkum · Bunde · Jemgum (Jemmingen) · Moormerland · Ostrhauderfehn · Rhauderfehn · Uplengen · Weener · Westoverledingen
Samtgemeinden: Samtgemeinde Hesel · Samtgemeinde Jümme
Gemeenten: Brinkum · Detern · Filsum (hoofdplaats Samtgemeinde Jümme) · Firrel · Hesel (hoofdplaats Samtgemeinde Hesel) · Holtland · Neukamperfehn · Nortmoor · Schwerinsdorf
Gemeentevrij gebied: Lütje Hörn (onbewoond eiland, 0,31 km²)